# Abas wittii
Abas là một chi tảo cát đã tuyệt chủng chứa duy nhất một loài là Abas wittii. Theo các quan sát, Abas được cho là tồn tại từ thế Eocen đến thế Oligocen ở những vùng nhiệt đới.